# Crauschwitz
Crauschwitz ist ein Ortsteil der Gemeinde Molauer Land im Burgenlandkreis in Sachsen-Anhalt.

## Lage
Crauschwitz liegt an der Molauer Platte in der Nähe der thüringischen Nordgrenze und den Orten Schinditz und Döbrichau. Überlösste Ackerböden liegen in der Flur an. Die Bundesstraße 88 führt direkt an der Gemarkung westlich vorbei.

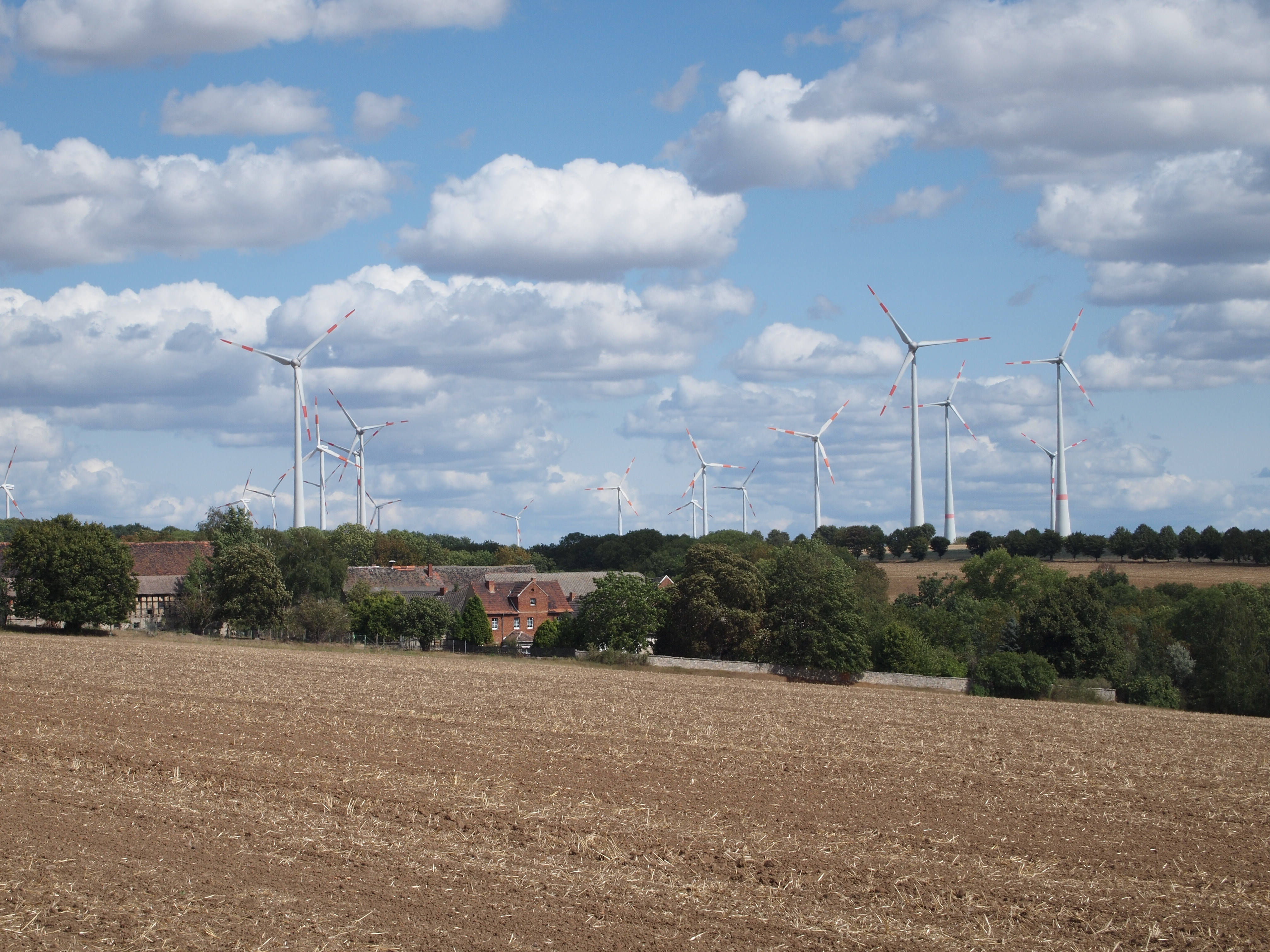
Blick über Crauschwitz auf den Windpark Molau

## Geschichte
Am 23. Juli 1281 wurde das Dorf erstmals urkundlich genannt. Der Ort gehörte zum wettinischen Amt Camburg, welches aufgrund mehrerer Teilungen im Lauf seines Bestehens unter der Hoheit verschiedener Ernestinischer Herzogtümer stand. 1826 kam der Ort als Teil der Exklave Camburg vom Herzogtum Sachsen-Gotha-Altenburg zum Herzogtum Sachsen-Meiningen. Von 1922 bis 1939 gehörte der Ort zur Kreisabteilung Camburg.
Bei der Gebietsreform von 1952 in der DDR kam der Ort vom aufgelösten Landkreis Jena an den  Kreis Naumburg im Bezirk Halle, wodurch seine Zugehörigkeit zu Thüringen aufhörte. Am 1. Januar 1956 wurde Kleingestewitz nach Crauschwitz eingemeindet. Crauschwitz wurde am 1. Juli 1961 nach Leislau eingemeindet, welches sich wiederum am 1. Januar 2010 mit den bis dahin selbstständigen Gemeinden Casekirchen, Abtlöbnitz und Molau zur neuen Gemeinde Molauer Land zusammenschloss.